# Bedlington terrier
 (décembre 2021).
Si vous disposez d'ouvrages ou d'articles de référence ou si vous connaissez des sites web de qualité traitant du thème abordé ici, merci de compléter l'article en donnant les références utiles à sa vérifiabilité et en les liant à la section « Notes et références ».
Le Bedlington terrier est une race de chien de chasse originaire de Grande-Bretagne. Il n'est plus utilisé pour chasser, mais dans son pays d'origine il participe encore à des courses de poursuite à vue sur leurre. C'est surtout un chien de compagnie, apprécié pour son caractère doux et son apparence particulière de petit agneau. Sa robe nécessite un entretien particulier avec un toilettage régulier. Il mesure environ 16 pouces (41 cm) au garrot.

## Historique

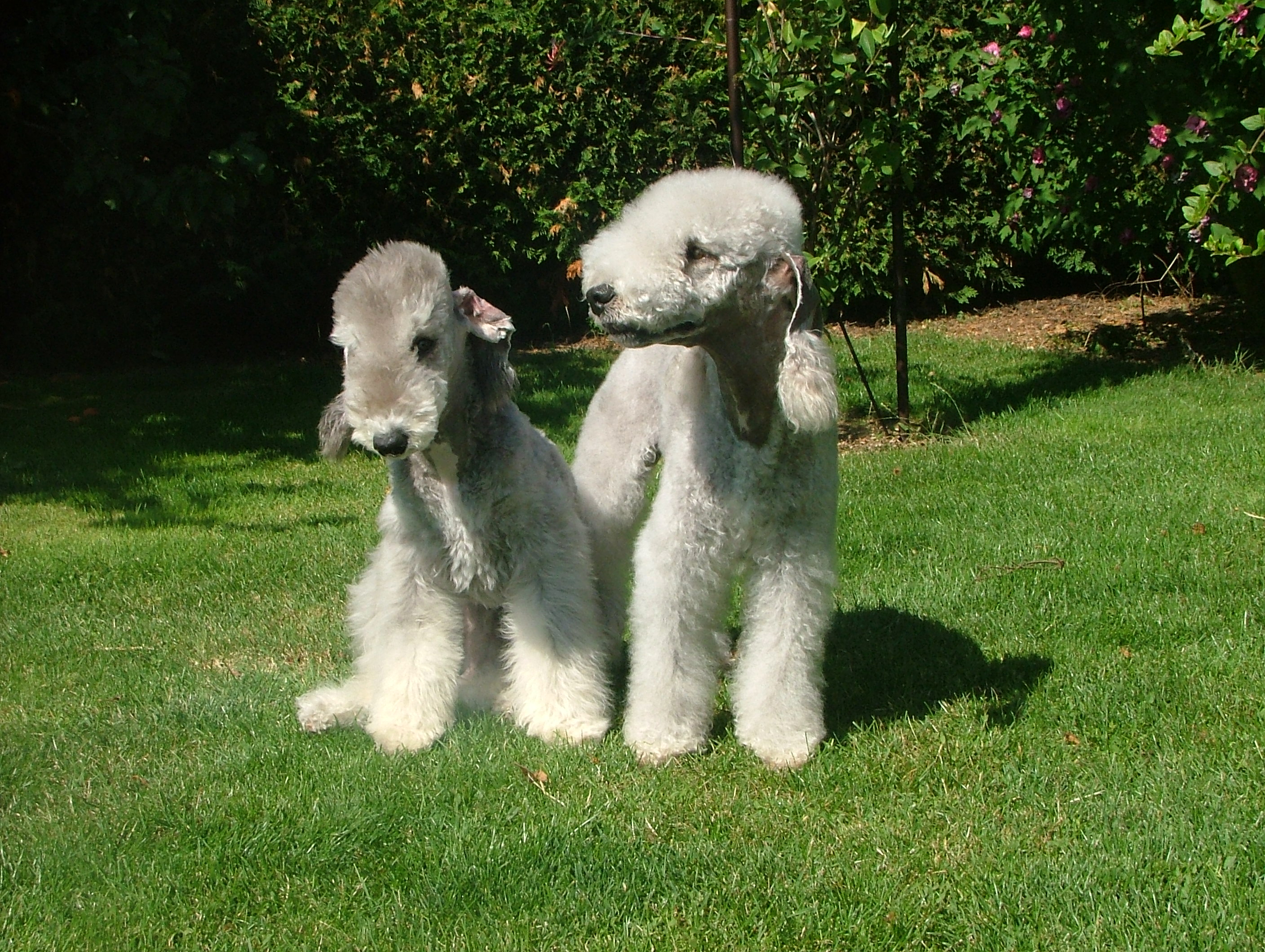
Biscotte et Diego les bedlington terriers de la source diamant bleu en juillet 2009.

À l'origine, le terrier bedlington portait  le nom de Rothbury Terrier, en l'honneur du district de Rothbury situé à la frontière de l'Angleterre. À Rothbury, des cloutiers bohémiens ont hautement prisé la race comme chasseur de divers types de gibiers, dont le blaireau. Vers 1825, un mâle Rothbury a été accouplé à une femelle bedlington donnant ainsi le terrier bedlington. Le lévrier whippet a probablement été ajouté à un moment donné afin de rendre la race plus rapide et plus sportive. D'autres sources mentionnent le Dandie Dinmont Terrier  à titre de participant à la race.
Le terrier bedlington était utilisé comme chasseur de vermine par les mineurs de Bedlington, qui ont aussi exploité son courage en tant que chien de combat dans les mines. Les chasseurs les ont aussi utilisés comme rapporteurs. 
Le terrier bedlington a été présenté pour la première fois en tant que race distincte en 1877. C'est une race de chien rare en France.

## Caractère
C'est un chien très doux de caractère, il est très câlin et proche de son maître, il n'a aucune tendance à fuguer. Il a de grandes périodes de calme à la maison, mais est vif à l'extérieur et enclin à jouer. Il aboie peu, ce n'est pas un très bon gardien. Il accueille volontiers les visiteurs, n'a pas d'agressivité vis-à-vis de ses congénères, contrairement à ce qu'on disait de lui autrefois. Le bedlington est un chien qui a un grand besoin d'entretien pour son pelage. Tout le toilettage se fait au peigne et aux ciseaux. C'est un chien de compagnie, aimant le confort.